# بیمارستان الهادی شوشتر
بیمارستان الهادی  واقع در استان خوزستان، شهرستان شوشتر بیمارستانی است درمانی و وابسته به دانشگاه علوم پزشکی جندی شاپور اهواز با ۱۱۰ تخت ثابت که در سال ۱۳۶۲ خورشیدی تأسیس گردید.
هم اکنون این بیمارستان دارای بخش‌های جراحی زنان و زایمان، نوزادان، NICU، تالاسمی، اتاق عمل، زایمان، لیبر، اورژانس، رادیولوژی، آزمایشگاه و دیگر واحدهای پاراکلینیکی و درمانگاهی می‌باشد.